# Truyền thuyết đô thị Việt Nam

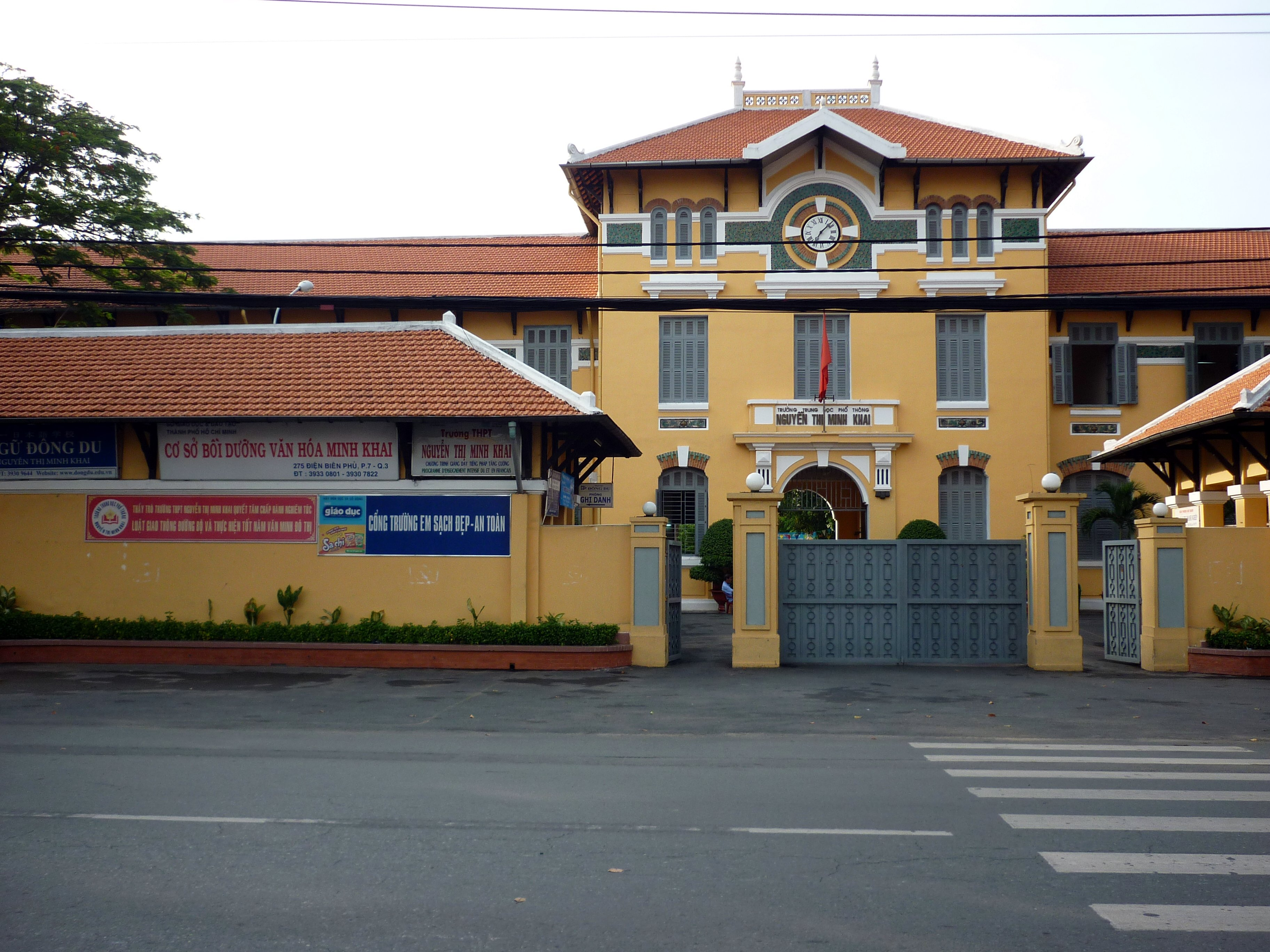
Trường Trung học phổ thông Nguyễn Thị Minh Khai, một địa điểm gắn liền với truyền thuyết đô thị Việt Nam về hồn ma áo tím.

Truyền thuyết đô thị Việt Nam là những câu chuyện được lưu truyền trong dân gian Việt Nam và được cho là có thật, dù chưa có bằng chứng xác thực. Những truyền thuyết đô thị này bao gồm các tác phẩm văn học dân gian đương đại về các sinh vật siêu nhiên, các cuộc tấn công của chúng [thường là] vào những người vô tội hoặc về những truyền thuyết phi siêu nhiên liên quan đến những tin đồn lưu truyền trong văn hóa đại chúng. Truyền thuyết đô thị Việt Nam hiện đại thường lấy bối cảnh ở các nghĩa trang hay các thành phố trong đó một số câu chuyện mang tính cảnh báo.

## Truyền thuyết tự nhiên

### Cô Mía
Vào những năm 1980, gia đình ông Tư sinh ra một cô con gái. Năm 20 tuổi, vì cô gái sở hữu nhan sắc xinh đẹp nên bố cô quyết định thuê hoạ sĩ vẽ con gái làm mẫu để quảng cáo cho xưởng mía. Thời điểm đó, cô bị sát hại mà không rõ nguyên nhân. Vụ việc từng gây chấn động một thời gian, tuy nhiên lại nhanh chóng bị lãng quên. Mặc dù vậy, hình ảnh của cô vẫn nhanh chóng phổ biến trên các xe giải khát của người dân khu vực Nam Bộ.

### Vụ hỏa hoạn tại ngôi nhà số 24 đường Lý Thái Tổ (Thành phố Hồ Chí Minh)
Rạng sáng ngày 11 tháng 12 năm 2001, một ngọn lửa phát ra từ tầng trệt ngôi nhà số 24 đường Lý Thái Tổ, Thành phố Hồ Chí Minh, bốc lên dữ dội và lan nhanh. Cao su từ vỏ ruột xe cháy tạo ra từng luồng khói đen đặc, mù mịt, trong khi mọi người đang ngủ, đến khi phát hiện thì ngôi nhà đã cháy đen toàn bộ.
Do buôn bán, làm ăn nên nhà có 2 lớp cửa sắt kiên cố và cũng như nhiều nhà phố khác ngôi nhà này không có lối thoát hậu, ban công và cửa sổ là nơi duy nhất mọi người có thể lao ra nhưng không phải ai cũng đủ bình tĩnh tìm lối thoát khi nguy cấp. Nhiều người chứng kiến lúc đó vẫn còn nhớ hình ảnh một bà mẹ trẻ bụng mang bầu, tay ôm con lẩy bẩy ở lan can, đứa bé trên tay chị khóc thét. Vì tầng một khá thấp nên mọi người hét bảo chị quăng con xuống họ đỡ giùm, những người khác tìm được tấm bạt, căng ra bảo chị nhảy xuống, thế nhưng không hiểu sao chị cứ ôm con chạy ra chạy vào, vài lần rồi không thấy ra nữa.

## Truyền thuyết siêu nhiên

### Nghĩa trang Bình Hưng Hoà
Nghĩa trang Bình Hưng Hòa là truyền thuyết được lan truyền từ trước khi có nghĩa trang Đa Phước và Gà Dưa. Vào thời điểm đó, Bình Hưng Hoà là nơi duy nhất chôn cất người mất và được coi là nghĩa trang lớn nhất Thành phố Hồ Chí Minh. Truyền thuyết này kể về một cô gái 16 tuổi sống ở huyện Bình Chánh, lúc sinh thời say mê cải lương và đem lòng yêu một tài tử trong vùng. Thế nhưng cha cô lại không chấp nhận mối quan hệ này vì gia đình ông là quan chức cấp cao, trong khi chàng trai xuất thân thấp hèn. Vài tháng sau, cô gái rơi vào tuyệt vọng khi hay tin người yêu mất nên đã buông xuôi trong hồ nước trong nghĩa trang. Kể từ đó, mỗi dịp trăng tròn, người ta lại truyền tay nhau câu chuyện cô gái đứng bên ven hồ ngâm nga khúc cải lương yêu thích. Tin đồn về cô gái đã trở nên phổ biến và hầu hết những người dân sống gần khu vực nghĩa trang Bình Hưng Hoà đều khẳng định rằng, vào những đêm trăng Rằm, họ đều nghe tiếng hát cải lương đầy ai oán của một cô gái vọng ra từ phía nghĩa trang.

### Con ma nhà họ Hứa

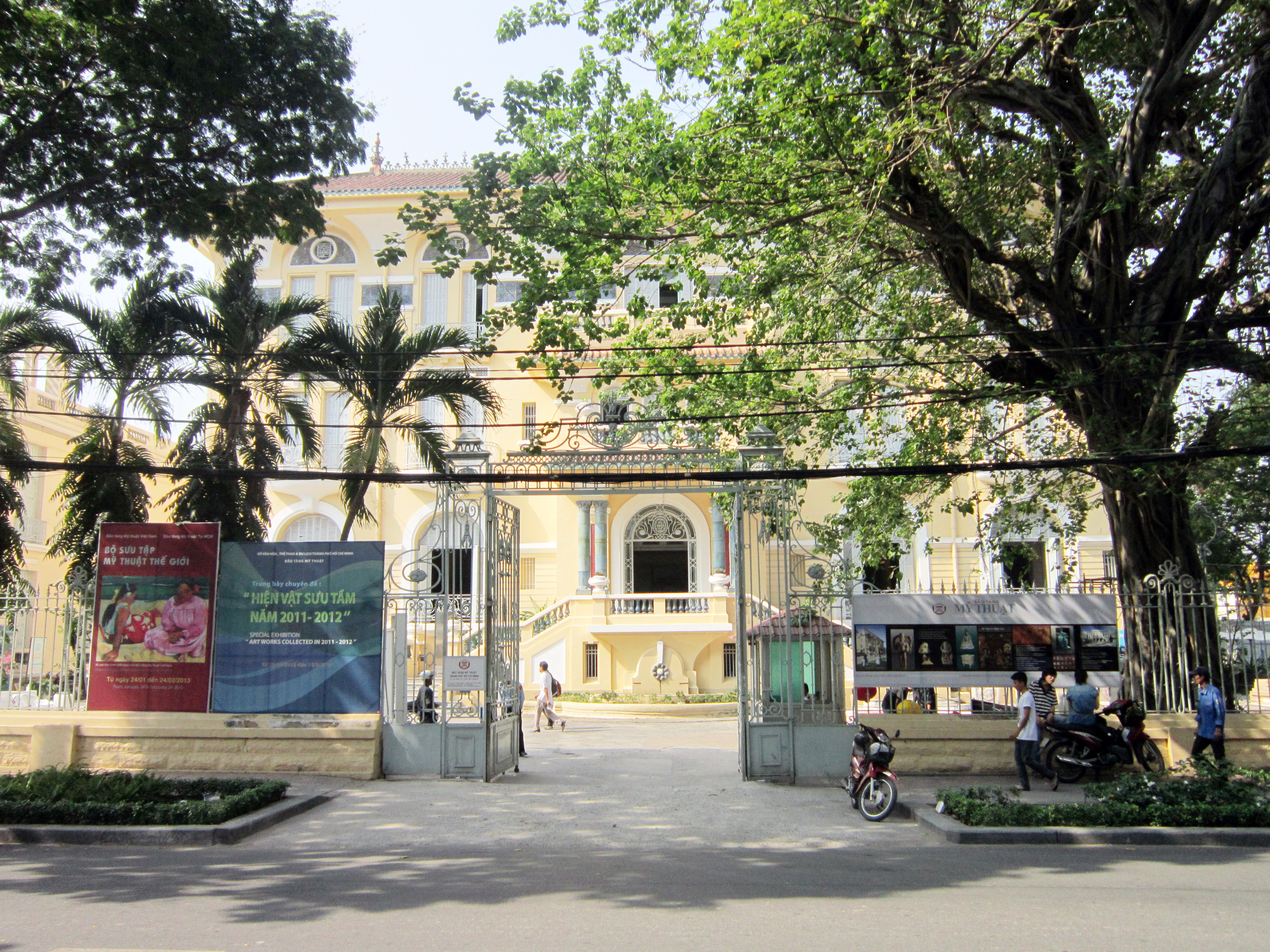
Trước đây, Bảo tàng Mỹ thuật Thành phố Hồ Chí Minh là căn nhà mà gia đình chú Hỏa sinh sống.

Con ma nhà họ Hứa là một truyền thuyết đô thị kể về có một cô gái trẻ mắc bệnh Phong đã không qua khỏi. Cô là một bóng trắng thấp thoáng đi qua các dãy hành lang trong đêm.
Theo một số dị bản của truyền thuyết Con ma nhà họ Hứa, mọi chuyện bắt đầu khi cô con gái chú Hỏa—một chủ đầu tư bất động sản mắc bệnh phong, lở loét khắp người trong lúc tuổi thanh xuân. Vì là con gái duy nhất nên chú Hỏa đã cách ly con trong căn phòng kín để tránh lây bệnh chưa có thuốc chữa thời ấy. Bệnh tình cùng với sự ngột ngạt do bị nhốt suốt ngày trong căn phòng khiến cô gái bức bối nên khi cô chết hương hồn cứ vương vấn mãi ở căn phòng. Căn nhà này hiên nay là Bảo tàng Mỹ thuật Thành phố Hồ Chí Minh. Chị C.—một người từng là nhân viên của Bảo tàng Mỹ thuật Thành phố Hồ Chí Minh kể lại: "Tôi làm việc ở Phòng Hành chính của bảo tàng có điểm đặc biệt là cứ ai nằm xuống là bị bóng đè, đặc biệt có người còn thấy những đứa trẻ tóc kiểu ba vá nói tiếng Hoa giật tóc, không thể nào nằm yên được."

### Chung cư 13 tầng ở đường Trần Hưng Đạo (Thành phố Hồ Chí Minh)
Chung cư 13 tầng ở đường Trần Hưng Đạo được cho là do chữ số 13 tạo nên và cũng là lý do giải thích cho những vụ án mạng trong thời gian xây dựng. Khách sạn Building President được ông Nguyễn Tấn Đời, đầu tư khởi công vào năm 1960. Theo bản thiết kế, khách sạn gồm 13 tầng, chia làm 6 tòa và ngăn ra thành 530 phòng. Khi nhận được bản thiết kế, cộng sự của ông Nguyễn Tấn Đời là một người Pháp đã tỏ ra rất lo ngại với con số 13 tầng, vốn được cho là xui rủi theo quan niệm phương Tây. Tuy nhiên, ông Đời không mấy quan tâm và vẫn cho xây đúng 13 tầng theo bản vẽ. Ngay khi tầng 13 đang đặt những viên gạch cuối cùng thì hàng loạt tai nạn nguy hiểm tới tính mạng xảy ra. Án mạng liên tiếp khiến cho tầng 13 mãi chẳng thể xây xong. Đứng trước nguy cơ Building President không thể hoàn thành kịp tiến độ và cơ quan chức năng Việt Nam Cộng hoà cũng đang rục rịch vào cuộc điều tra, ông Đời cho tạm ngưng thi công tầng 13. Sau đó, ông mời về một thầy pháp sư, cho công nhân nghỉ phép liên tục 3 ngày để làm phép và trấn yểm tòa nhà. Ông Lưu Phục Chấn, 72 tuổi, sống tại đường Nguyễn Thi, phường 13, quận 5 kể lại: “Dạo xây khách sạn lớn, gia đình tôi có ông cậu ở gần đó. Cậu hay kể lại rằng, thầy pháp đã cho người đến bệnh viện mua lại xác của 4 trinh nữ, đem về chôn ở 4 góc của khách sạn để trấn tại 4 hướng”.